# シックテールチャブ
シックテールチャブ (Gila crassicauda,Thicktail Chub) は、コイ目コイ科に属する淡水魚で、アメリカ合衆国カリフォルニア州セントラル・バレーのサクラメント川やサンワーキン川下流域の低湿地に生息していたミノー類の仲間である。かつては大量に生息しており、湖、沼、池や流れの遅い川から、河川水流出の激しい年にはサンフランシスコ湾の表層淡水帯にまで見られた。カリフォルニア州では最もありふれた魚の一つであった。ネイティブ・アメリカンの貝塚では、全魚類の40%を占める。
クリアレイクやセントラル・バレーで、アメリカ先住民に好んで食べられており、その後サンフランシスコ市場への供給を目的とした商業漁業で大量に漁獲されるようになった。厚い尾(thick tail)と円錐形の小さな頭を持つ太った魚で、背中の色は緑がかった茶色から紫がかった黒色である。一方、側面や腹部の色は黄色い。長さは25センチメートル近くになる。行動についてはあまり知られていないが、恐らく肉食で、小魚や無脊椎動物を食べていたと考えられている。
絶滅の主な原因は、セントラル・バレーの大部分が農地に転換されたためである。泥地や沼地の排水、ダム建設、灌漑への水の利用により、生息地の多くが破壊された。これにより、この種が好む緩やかな流れが失われた。競合の外来種の存在も本種の絶滅に寄与した。最後に採取が確認された個体は、1957年4月16日のものである。